# Beaufort-skalaen
Beaufort-skalaen (efter Francis Beaufort) er en inddeling af vindstyrker/ -hastigheder i tretten trin (fra 0 til 12).
Skalaen er empirisk fastsat, oprindelig på grundlag af hvordan vinden påvirkede sejlene på Beauforts fregat. Vindstyrke 12 betød at alle sejl blæste ud! Senere er Beauforts skalatrin – af andre – udfyldt med vindhastigheder og hvordan disse påvirker land og sø.
| Beaufort-nummer | Vindhastighed | Vindhastighed | Vindhastighed | Vindhastighed | Middelvindhastighed (knob / km/h / mph) | Beskrivelse      | Bølgehøjde | Bølgehøjde | Forhold til havs                                                                                    | Forhold på land                                                                    |
| Beaufort-nummer | kn            | km/h          | mph           | m/s           | Middelvindhastighed (knob / km/h / mph) | Beskrivelse      | m          | ft         | Forhold til havs                                                                                    | Forhold på land                                                                    |
| --------------- | ------------- | ------------- | ------------- | ------------- | --------------------------------------- | ---------------- | ---------- | ---------- | --------------------------------------------------------------------------------------------------- | ---------------------------------------------------------------------------------- |
| 0               | 0             | 0             | 0             | 0-0,2         | 0 / 0 / 0                               | Stille           | 0          | 0          | Spejlblankt.                                                                                        | Røg stiger lodret .                                                                |
| 1               | 1-3           | 1-6           | 1-3           | 0,3-1,5       | 2 / 4 / 2                               | Luftning         | 0,1        | 0,33       | Krusning uden skumtoppe.                                                                            | Svag bevægelse i røg i vindens retning.                                            |
| 2               | 4-6           | 7-11          | 4-7           | 1,6-3,3       | 5 / 9 / 6                               | Svag vind        | 0,2        | 0,66       | Korte bølger som ikke brydes.                                                                       | Bevægelse i små blade.                                                             |
| 3               | 7-10          | 12-19         | 8-12          | 3,4-5,4       | 9 / 17 / 11                             | Let vind         | 0,6        | 2          | Korte bølger brydes.                                                                                | Blade og kviste bevæger sig. Vimpler løftes.                                       |
| 4               | 11-16         | 20-29         | 13-18         | 5,5-7,9       | 13 / 24 / 15                            | Jævn vind        | 1          | 3,3        | Små bølger med skumtoppe.                                                                           | Støv og papir løftes. Kviste og mindre grene bevæger sig.                          |
| 5               | 17-21         | 30-39         | 19-24         | 8,0-10,7      | 19 / 35 / 22                            | Frisk vind       | 2          | 6,6        | Moderate (1,2 m) lange bølger. Skumtoppe og nogen skumsprøjt .                                      | Små træer bevæger sig.                                                             |
| 6               | 22-27         | 40-50         | 25-31         | 10,8-13,8     | 24 / 44 / 27                            | Hård vind        | 3          | 9,9        | Store bølger med skumtoppe overalt.                                                                 | Bevægelse i store grene. Luftledninger synger. Det er vanskeligt at bruge paraply. |
| 7               | 28-33         | 51-62         | 32-38         | 13,9-17,1     | 30 / 56 / 35                            | Stiv kuling      | 4          | 13,1       | Store bølger brækker op og skum føres i striber i vindens retning.                                  | Store træer bevæger sig. Vanskeligt at gå mod vinden.                              |
| 8               | 34-40         | 63-75         | 39-46         | 17,2-20,7     | 37 / 68 / 42                            | Hård kuling      | 5,5        | 18         | Moderate høje bølger hvor bølgekammene brydes til skumsprøjt som føres i striber i vindens retning. | Kviste og grene brækkes af træer. Biler er vanskelige at holde på vejen.           |
| 9               | 41-47         | 76-87         | 47-54         | 20,8-24,4     | 44 / 81 / 50                            | Stormende kuling | 7          | 23         | Høje bølger (2,75 m) som vælter med massive skumsprøjt.                                             | Store grene på træerne knækker. Tagsten blæser ned.                                |
| 10              | 48-55         | 88-102        | 55-63         | 24,5-28,4     | 52 / 96 / 60                            | Storm            | 9          | 29,5       | Meget høje bølger. Næsten hvid overflade. Sigten forringet på grund af kraftigt skumsprøjt.         | Træer rives op med rod. Store skader på bygninger.                                 |
| 11              | 56-63         | 103-117       | 64-72         | 28,5-32,6     | 60 / 111 / 69                           | Stærk storm      | 11,5       | 37,7       | Usædvanlig høje bølger. Sigten meget forringet på grund af kraftigt skumsprøjt.                     | Talrige ødelæggelser på bygninger og luftledninger.                                |
| 12              | >63           | >117          | >72           | >32,7         | N/A                                     | Orkan            | 14+        | 46+        | Enorme bølger. Luften fyldt med skum med forringet sigt til følge.                                  | Massive og omfattende ødelæggelser på bygninger og alt opretstående.               |